# Acanthoprasium frutescens
Acanthoprasium frutescens ist eine Pflanzenart aus der Gattung Acanthoprasium innerhalb der Familie der Lippenblütler (Labiatae). Es ist ein Endemit in den Seealpen. Sie wird selten auch Seealpen-Strauchschwarznessel genannt.

## Beschreibung

### Vegetative Merkmale
Acanthoprasium frutescens ist ein kleiner, verzweigter Strauch, der Wuchshöhen von bis zu 60 Zentimetern erreicht. Seine Zweige sind im Querschnitt vierkantig bis fast rund.
Die gegenständigen Laubblätter sind kurz gestielt. Die Blattspreite ist eiförmig bis rhombisch mit beiderseits je ein bis vier groben Zähnen. Die unteren Blätter bestehen aus einem 5 bis 6 mm langen Blattstiel und einer 15 bis 25 mm langen sowie 10 bis 20 mm breiten Blattspreite.

### Generative Merkmale
Die Blüten stehen zu zweit bis sechst in einem Quirl oder an der Spitze der Zweige. Die zwittrigen Blüten sind zygomorph und fünfzählig mit einer doppelten Blütenhülle. Die vier an jedem Knoten (Nodium) befindlichen Deckblätter (Brakteolen) sind gerade gestreckt und zu Dornen umgebildet; sie sind weiß, kahl und 7 bis 10 mm lang. Der Kelch ist 12 bis 15 mm lang, glockig, am Schlund etwas erweitert und trägt 5 bis 10 breit dreieckige begrannte Zähne. Die Kronröhre überragt den Kelch nicht. Die fünf weißen oder lilafarbenen Kronblätter sind zu einer 12 bis 15 mm langen Röhre verwachsen. Die Krone endet zweilippig. Ihre Oberlippe trägt eine Kappe von langen weißen Haaren.
Die Blütezeit liegt zwischen Mai und Juli.

## Vorkommen
Acanthoprasium frutescens ist ein Endemit in den Seealpen von Frankreich und Italien. Er gedeiht an Felsen.

## Taxonomie
Ein Synonym von Acanthoprasium frutescens (L.) Spenn. ist Ballota frutescens (L.) Woods. Schon George Bentham hatte 1834 diese Art in eine eigene Sektion: Ballota sect. Acanthoprasium innerhalb der Gattung der Ballota gestellt. Aber schon 1843 vertrat der badische Botaniker Fridolin Karl Leopold Spenner die Meinung, dass diese Art in eine eigene Gattung mit dem Namen Acanthoprasium gehöre. Das haben Bendiksby et al. 2011 bestätigt.